# Луг (Стрийський район)
Луги (колишня назва Луг-Лисятицький та Луг Ходовицький) — село в Україні, у Стрийському районі Львівської області. Населення становить 308 осіб. Орган місцевого самоврядування - Стрийська міська громада.

## Історія
У 1990 році в селі побудований комплекс, який складався з початкової школи, бібліотеки, Народного дому, фельдшерсько-акушерського пункту.

## Політика

### Парламентські вибори, 2019
На позачергових парламентських виборах 2019 року у селі функціонувала окрема виборча дільниця № 461473, розташована у приміщенні будинку культури.
Результати
- зареєстровано 258 виборців, явка 71,32 %, найбільше голосів віддано за «Слугу народу» — 29,35 %, за партію «Голос» — 16,85 %, за всеукраїнське об'єднання «Батьківщина» — 13,04 %.[1] В одномандатному окрузі найбільше голосів отримав Олег Канівець (Громадянська позиція) — 24,04 %, за Андрія Кота (самовисування) — 21,31 %, за Володимира Наконечного (Слуга народу) — 18,03 %[2].